# Unione Sportiva Avellino 2000-2001
Questa voce raccoglie le informazioni riguardanti l'Unione Sportiva Avellino nelle competizioni ufficiali della stagione 2000-2001.

## Stagione
Nella stagione 2000-2001 l'Avellino disputa il girone B del campionato di Serie C1, raccoglie 57 punti con il quarto posto finale. Sale direttamente in Serie B il Palermo, mentre il Catania sale tra i cadetti come seconda, vincendo i Play-off. Nei quali nella doppia semifinale ha la meglio proprio sugli irpini. In questa stagione i lupi sono allenati da Aldo Ammazzalorso, e ripetono l'ottimo torneo scorso, con 28 punti ottenuti nel girone di andata e 29 punti raccolti nel girone di ritorno, senza riuscire ancora una volta a superare lo scoglio, rappresentato dai Play-off. Il buon piazzamento ottenuto nel torneo scorso, ha permesso all'Avellino di disputare il girone 3 di qualificazione della Coppa Italia nazionale giunta alla 53ª edizione, girone che è stato vinto dall'Atalanta. Poi ha partecipato anche alla Coppa Italia di Serie C dove nei sedicesimi ha superato il Sant'Anastasia, negli ottavi di finale ha avuto la meglio sul Savoia, mentre nei quarti di finale viene estromesso dal torneo dal Modena.

## Risultati

### Campionato

#### Girone di andata
| Arbitro: | Brighi (Cesena) |

|                 |           |                |
| Di Venanzio 72’ | Marcatori | 47’ A. Gennari |

| Arbitro: | Lambertini (Bologna) |

|                |           |                                     |
| A. Gennari 32’ | Marcatori | 26’ R. Manca 30’ Toscano 81’ Lucidi |

| Arbitro: | Palanca (Roma) |

|             |           |                            |
| Mascara 39’ | Marcatori | 25’ Santoruvo 84’ Pizzulli |

| Arbitro: | Cruciani (Pesaro) |

|                     |           |  |
| Cappioli 10’ (rig.) | Marcatori |  |

| Arbitro: | M. Mazzoleni (Bergamo) |

|                         |           |  |
| Fini 30’ A. Gennari 57’ | Marcatori |  |

| Arbitro: | Squillace (Catanzaro) |

|                       |           |                           |
| Udassi 43’ Chechi 64’ | Marcatori | 19’ Mendil 69’ A. Gennari |

| Arbitro: | Vicinanza (Albenga) |

|                            |           |                     |
| Costantino 25’, 71’ (rig.) | Marcatori | 38’ (rig.) Moscelli |

| L'Aquila 21 ottobre 2000 8ª giornata | L'Aquila          | 0 – 0 | Avellino | Stadio Tommaso Fattori\| Arbitro: \| Valensin (Milano) \| |
| Arbitro:                             | Valensin (Milano) |       |          |                                                           |

| Arbitro: | Cannella (Palermo) |

|                |           |                |
| C. Luisi 90+3’ | Marcatori | 21’ Costantino |

| Arbitro: | Micoli (Tivoli) |

|             |           |           |
| Mascara 89’ | Marcatori | 61’ Frati |

| Arbitro: | Cuttica (Alessandria) |

|  |           |                       |
|  | Marcatori | 5’ Fini 45+1’ Mascara |

| Arbitro: | M. Mazzoleni (Bergamo) |

|                              |           |  |
| Mascara 8’ Recchi 16’ (aut.) | Marcatori |  |

| Arbitro: | Sacco (Civitavecchia) |

|                            |           |                    |
| M. Gennari 8’ D'Antoni 83’ | Marcatori | 46’, 90+4’ Mascara |

| Arbitro: | Banti (Livorno) |

|                          |           |            |
| Mendil 14’ Mascara 90+1’ | Marcatori | 69’ Masini |

| Arbitro: | Ciampi (Pisa) |

|              |           |                                            |
| Frisenda 90’ | Marcatori | 16’, 39’ Mascara 18’ Mendil 77’ F. Carbone |

| Arbitro: | Belloli (Bergamo) |

|                                  |           |  |
| Bucaro 5’ Mendil 48’ Mascara 69’ | Marcatori |  |

| Messina 7 gennaio 2001 17ª giornata | Messina         | 0 – 0 | Avellino | Stadio Giovanni Celeste\| Arbitro: \| Dattilo (Locri) \| |
| Arbitro:                            | Dattilo (Locri) |       |          |                                                          |

#### Girone di ritorno
| Arbitro: | Zenere (Schio) |

|            |           |              |
| Mendil 84’ | Marcatori | 57’ La Vista |

| Arbitro: | Ioseffi (Siena) |

|             |           |                |
| Pantano 29’ | Marcatori | 43’ Costantino |

| Arbitro: | Liberti (Genova) |

|                |           |            |
| Biancolino 70’ | Marcatori | 8’ Mascara |

| Avellino 4 febbraio 2001 21ª giornata | Avellino                    | 0 – 0 | Palermo | Stadio Partenio\| Arbitro: \| Girardi (San Donà di Piave) \| |
| Arbitro:                              | Girardi (San Donà di Piave) |       |         |                                                              |

| Arbitro: | Romeo (Verona) |

|                                      |           |  |
| De Juliis 26’ (rig.) G. Nocera 90+3’ | Marcatori |  |

| Arbitro: | Giannoccaro (Lecce) |

|                          |           |                |
| Costantino 3’ Caridi 19’ | Marcatori | 27’ L. Amoruso |

| Arbitro: | M. Mazzoleni (Bergamo) |

|  |           |                                                      |
|  | Marcatori | 20’ (rig.) Costantino 76’ Vidallé 90+2’ V. Silvestri |

| Arbitro: | Rizzoli (Bologna) |

|             |           |                         |
| Mascara 52’ | Marcatori | 39’ Grossi 47’ R. Perna |

| Avellino 11 marzo 2001 26ª giornata | Avellino        | 0 – 0 | Sporting Benevento | Stadio Partenio\| Arbitro: \| Ioseffi (Siena) \| |
| Arbitro:                            | Ioseffi (Siena) |       |                    |                                                  |

| Arbitro: | Giannoccaro (Lecce) |

|  |           |             |
|  | Marcatori | 89’ Mascara |

| Arbitro: | Palanca (Roma) |

|                           |           |  |
| Mascara 86’ (rig.), 90+3’ | Marcatori |  |

| Catania 8 aprile 2001 29ª giornata | Catania             | 0 – 0 | Avellino | Stadio Cibali\| Arbitro: \| Carlucci (Molfetta) \| |
| Arbitro:                           | Carlucci (Molfetta) |       |          |                                                    |

| Arbitro: | Ferraro (Crotone) |

|                                 |           |             |
| Costantino 20’ V. Silvestri 71’ | Marcatori | 84’ Maretti |

| Arbitro: | Brighi (Cesena) |

|                |           |                                          |
| M. Coppola 63’ | Marcatori | 19’ (aut.) Paci 37’ Mascara 90+3’ Caridi |

| Avellino 29 aprile 2001 32ª giornata | Avellino       | 0 – 0 | Giulianova | Stadio Partenio\| Arbitro: \| Romeo (Verona) \| |
| Arbitro:                             | Romeo (Verona) |       |            |                                                 |

| Arbitro: | Mariuzzo (Venezia) |

|                |           |                  |
| Varricchio 90’ | Marcatori | 32’ V. Silvestri |

| Arbitro: | Brighi (Cesena) |

|              |           |  |
| Caridi 90+5’ | Marcatori |  |

### Play-off
| Arbitro: | De Marco (Chiavari) |

|             |           |  |
| Mascara 14’ | Marcatori |  |

| Arbitro: | Ponzalli (Firenze) |

|                         |           |  |
| Cordone 12’ Ambrosi 76’ | Marcatori |  |

### Coppa Italia

#### Girone 3
| Arbitro: | Cassarà (Palermo) |

|                 |           |                               |
| W. Piccioni 46’ | Marcatori | 14’ Ganz 38’ Ventola 71’ Doni |

| Arbitro: | Bertini (Arezzo) |

|              |           |                                                  |
| Bellotto 70’ | Marcatori | 47’, 55’ Mascara 65’ W. Piccioni 90+3’ Capezzuto |

| Arbitro: | Morganti (Ascoli Piceno) |

|                                         |           |                 |
| Gelsi 11’ Murgita 29’, 37’ Chomakov 78’ | Marcatori | 26’, 64’ Gulino |

### Coppa Italia di Serie C

#### Sedicesimi di finale
| Arbitro: | Latella (Potenza) |

|                       |           |             |
| Acampora 90+2’ (rig.) | Marcatori | 76’ Tudisco |

| Arbitro: | Rubino (Salerno) |

|                                           |           |               |
| V. Silvestri 87’ Ignoffo 109’ Mendil 115’ | Marcatori | 8’ Mortelliti |

#### Ottavi di finale
| Arbitro: | Squillace (Catanzaro) |

|           |           |  |
| Puleo 38’ | Marcatori |  |

| Arbitro: | Dattilo (Locri) |

|               |           |                 |
| Alfieri 90+2’ | Marcatori | 29’ (rig.) Fini |

#### Ouarti di finale
| Modena 24 gennaio 2001 Andata | Modena        | 0 – 0 | Avellino | Stadio Alberto Braglia\| Arbitro: \| Ciampi (Pisa) \| |
| Arbitro:                      | Ciampi (Pisa) |       |          |                                                       |

| Arbitro: | Giannoccaro (Lecce) |

|  |           |              |
|  | Marcatori | 74’ Fabbrini |